# Nesocordulia mascarenica
Nesocordulia mascarenica – gatunek ważki z rodziny Synthemistidae. Endemit Madagaskaru.